# Prince royal (France)
Pour les articles homonymes, voir Prince royal.
En France, sous deux périodes de monarchie constitutionnelle (fin du règne de Louis XVI et monarchie de Juillet), le titre de « prince royal » désignait officiellement l’héritier présomptif du roi, alors appelé « roi des Français ».
Le titre de « prince royal » remplace le précédent titre de dauphin, donné au fils aîné vivant du roi de France régnant à partir de 1349. 

## Historique
« L’héritier présomptif portera le nom de Prince royal.
Il ne peut sortir du royaume sans un décret du Corps législatif et le consentement du roi.
S’il en est sorti, et si, étant parvenu à l’âge de dix-huit ans, il ne rentre pas en France après avoir été requis par une proclamation du Corps législatif, il est censé avoir abdiqué le droit de succession au trône. »

— Article 1 de la section III (De la famille du roi) du chapitre II (De la royauté, de la régence et des ministres) de la Constitution du 3 septembre 1791.
Donnant un statut particulier à l’héritier présomptif du trône de France au sein de la « famille du roi », la Constitution du 3 septembre 1791 fait fi du précédent titre de « dauphin » — qui désignait le successeur direct en ligne mâle du roi de France — en l’abandonnant au profit de celui de « prince royal ». Porté par Louis-Charles de France (futur Louis XVII pour les royalistes) en tant que fils de Louis XVI, roi des Français, le titre est pendant la Révolution porté uniquement sous la Monarchie constitutionnelle, c’est-à-dire de la promulgation de la constitution à l’abolition de la royauté le 21 septembre 1792.
Sous la monarchie de Juillet, le titre est de la même manière repris par le roi Louis-Philippe Ier, lui aussi roi des Français, pour désigner l’héritier présomptif du trône. Cependant, comme l’ensemble des titres délivrés par le roi sous cette période, le titre de « prince royal » n’apparaît pas dans la Charte constitutionnelle de 1830. Dernier régime politique à utiliser le titre, la monarchie de Juillet a connu deux princes royaux successifs : le duc d’Orléans (de 1830 à 1842) et son jeune fils, le comte de Paris (de 1842 à 1848).

## Liste des princes royaux

### Maison de Bourbon
| Portrait | Nom           | Roi       | Parenté avec le roi | Naissance    | Devient prince royal de France | Cesse d'être prince royal de France                         | Mort        |
| -------- | ------------- | --------- | ------------------- | ------------ | ------------------------------ | ----------------------------------------------------------- | ----------- |
|          | Louis-Charles | Louis XVI | fils                | 27 mars 1785 | 14 septembre 1791              | 21 septembre 1792 proclamation de l'abolition de la royauté | 8 juin 1795 |

### Maison d'Orléans
| Portrait | Nom                | Roi                | Parenté avec le roi | Naissance        | Devient prince royal de France | Cesse d'être prince royal de France                    | Mort             |
| -------- | ------------------ | ------------------ | ------------------- | ---------------- | ------------------------------ | ------------------------------------------------------ | ---------------- |
|          | Ferdinand-Philippe | Louis-Philippe Ier | fils                | 3 septembre 1810 | 14 août 1830                   | 13 juillet 1842                                        | 13 juillet 1842  |
|          | Philippe           | Louis-Philippe Ier | petit-fils          | 24 août 1838     | 13 juillet 1842                | 24 février 1848 proclamation de la Deuxième République | 8 septembre 1894 |